# ورشند
وِرشِند (به مجاری:  Versend) یک شهرداری در مجارستان است که در ناحیه بوی واقع شده‌است. ورشند ۱۴٫۱۳ کیلومتر مربع مساحت و ۹۸۰ نفر جمعیت دارد.